# Fairey Fawn
Fairey Fawn là một loại máy bay ném bom hạng nhẹ của Anh trong thập niên 1920. Nó được thiết kế nhằm thay thế cho loại Airco DH.9A và phục vụ trong Không quân Hoàng gia giai đoạn 1924-1929.

## Biến thể
Fawn Mk I
Fawn Mk II
Fawn Mk III
Fawn Mk IV

## Quốc gia sử dụng
Anh Quốc
- Không quân Hoàng gia[1]

## Tính năng kỹ chiến thuật (Fawn Mk III)
Dữ liệu lấy từ The British Bomber since 1914 
Đặc điểm tổng quát
- Kíp lái: 2
- Chiều dài: 32 ft 1 in (9,78 m)
- Sải cánh: 49 ft 11 in (15,22 m)
- Chiều cao: 11 ft 11 in (3,63 m)
- Diện tích cánh: 550 ft² (51,1 m²)
- Trọng lượng rỗng: 3.481 lb (1.582 kg)
- Trọng lượng có tải: 5.834 lb (2.652 kg)
- Động cơ: 1 × Napier Lion V, 468 hp (349 kW)

 Hiệu suất bay 
- Vận tốc cực đại: 114 mph (99 kn, 184 km/h)
- Tầm bay: 650 mi (565 nmi, 1,047 km)
- Trần bay: 13.850 ft (4.220 m)
- Tải trên cánh: 10,6 lb/ft² (51,9 kg/m²)
- Công suất/trọng lượng: 0,08 hp/lb (0,132 kW/kg)
- Leo lên độ cao 5.000 ft (1.520 m): 6 phút 30 giây

Trang bị vũ khí

- 1 × Súng máy Vickers.303 in (7,7 mm)
- 1 hoặc 2 × Súng máy Lewis.303 in (7,7 mm)
- 460 lb (209 kg) bom